# Camarillasaurus
Camarillasaurus là một chi khủng long, được Sánchez-Hernández & Benton mô tả khoa học năm 2012.